# Gamechanger
Gamechanger is een Nederlandse korte film uit 2016, die is gemaakt in het kader van de serie Kort! 16.

## Plot
Max, een soldaat met een oorlogstrauma, geeft advies aan zijn buurjongen als deze oorlogje speelt. Max verliest zich in het spel.